# 비 드 프랑스
비 드 프랑스(일본어: ヴィ・ド・フランス, 영어: VIE DE FRANCE)는 일본 도쿄도 지요다구에 본사를 둔 베이커리 기업이다. 야마자키 제빵의 자회사이다.